# Enstatit
Enstatit (Kenngott, 1855), chemický vzorec Mg2Si2O6, je kosočtverečný minerál ze skupiny pyroxenů.
Název pochází z řeckého enstates – odpůrce, odkazující na jeho žáruvzdornost před dmuchavkou.

## Původ
- magmatický - v ulrabazických a ultramafických horninách (peridotity, lherzolity, ortopyroxenity, dunity), bývá hlavním minerálem v ultramafických xenolitech alkalických bazaltů, běžný v gabrech nebo gabrových pegmatitech, charakteristický pro charnockit.
- metamorfní - typický pro granulitovou facii, vyskytuje se v granulitech a serpentinitech (serpentinizovaných peridotitech)
- meteoritický - běžný v chondritech, achondritech a v kamenoželeznatých meteoritech

## Morfologie
Krystaly prizmatické,o průřezu nepravidelného osmiúhelníku a velikosti do 40 cm. Také sloupovité, vláknité nebo celistvé masy. Dvojčata jednoduchá i lamelární podél {100}

## Vlastnosti
- Fyzikální vlastnosti: Tvrdost 5 – 6, křehký, hustota 3,2 – 3,9 g/cm³, štěpnost dobrá podle {110} (někdy se uvádí {210}), částečná štěpnost podle {100} a {010}, lom nerovný.
- Optické vlastnosti: Barva: bílá, šedavá, nažloutlá, zelenavá, olivově zelená, hnědá. Lesk skelný, na štěpných plochách perleťový, průhlednost: průsvitný až neprůhledný, vryp bílý až šedavý.
- Chemické vlastnosti: Složení: Mg 24,21 %, Si 27,98 %, O 47,81 %. Čistý enstatit je vzácný, běžně příměsi Fe, Ca, Al, Co, Ni, Mn, Ti, Cr, Na, K. Před dmuchavkou se netaví, v kyselinách nerozpustný.

## Polymorfismus a řady
- polymorfní s klinoenstatitem
- tvoří řadu enstatit – ferrosilit (neomezená izomorfní mísitelnost)

## Podobné minerály
- flogopit, hypersten, bronzit

## Parageneze
- olivín, flogopit, klinopyroxeny, bronzit, diopsid, spinel, pyrop, apatit

## Využití
Ojediněle jako drahý kámen.

## Naleziště
Hojný minerál.
- Česko – Nové Dvory u Kutné Hory, Kozákov, Třebenice, Žďárská hora u Rudy nad Moravou, Skorošice, Věžná
- Slovensko – Brezno, Rudník v okresu Košice-okolí, Námestovo - meteorit Magura
- Německo – Eifel
- Rakousko – Totenkopf ve Vysokých Taurách
- Rusko – Chibiny na poloostrově Kola
- Brazílie, Mexiko, Srí Lanka
- a další.